# إدوارد جادسون
إدوارد جادسون (بالإنجليزية: Edward Judson)‏ هو كاتب أمريكي، ولد في 1844 في نيويورك في الولايات المتحدة، وتوفي في 1914.